# Maison d'arrêt de Draguignan
Ne doit pas être confondu avec Centre pénitentiaire de Draguignan.
La Maison d'arrêt de Draguignan est une maison d'arrêt située à Draguignan, dans le département du Var en région Provence-Alpes-Côte d'Azur.
Construite à l'extérieur de l'agglomération, sur l'ancien terrain de manœuvre militaire des Nourradons, à six kilomètres de l'ancien centre pénitentiaire ouvert en 1984 et fermé en 2010, elle est située au 3305 avenue Fred Scamaroni.
Elle a ouvert ses portes en janvier 2018. Sa capacité est de 744 places.

## Photographies

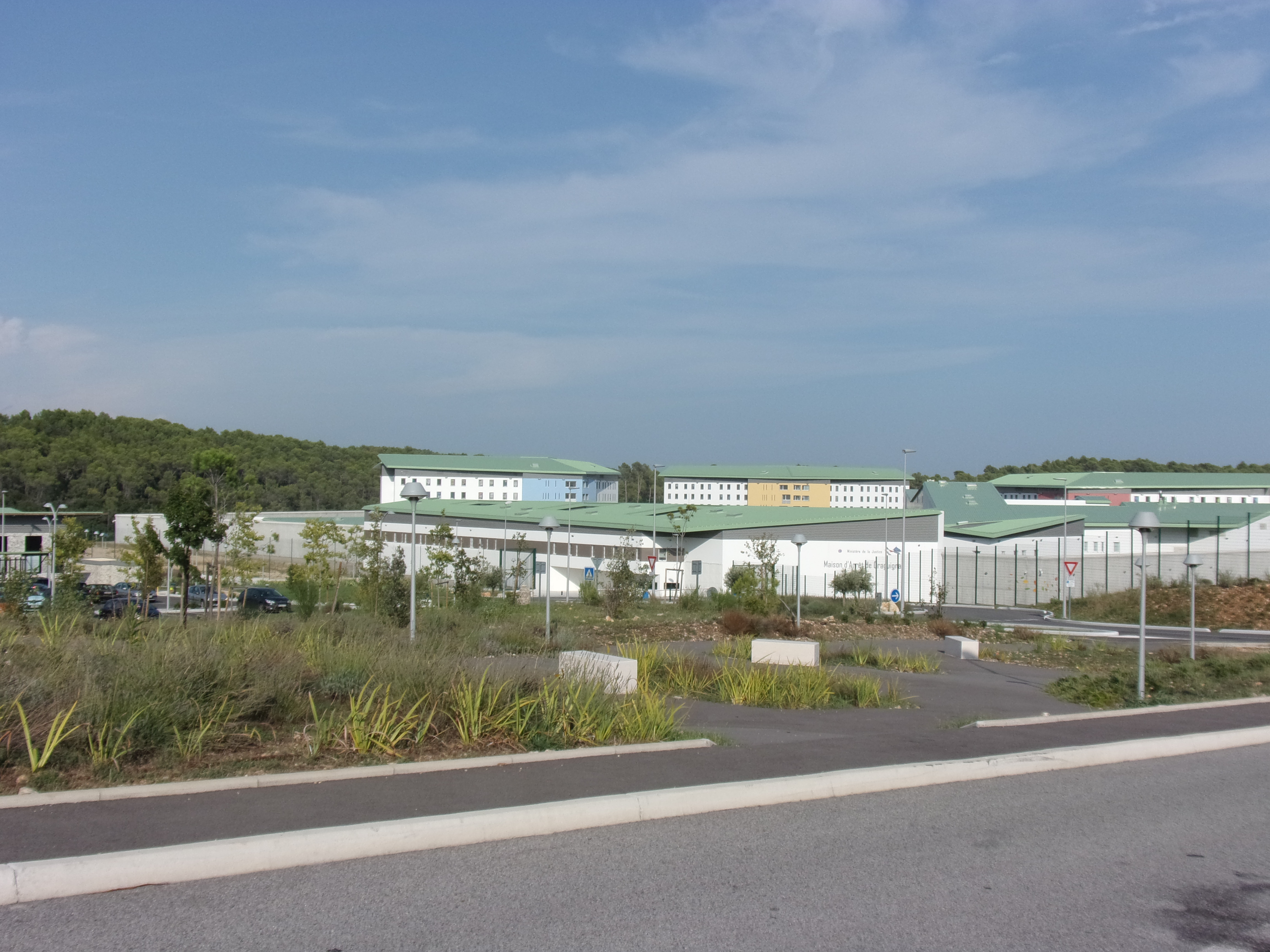
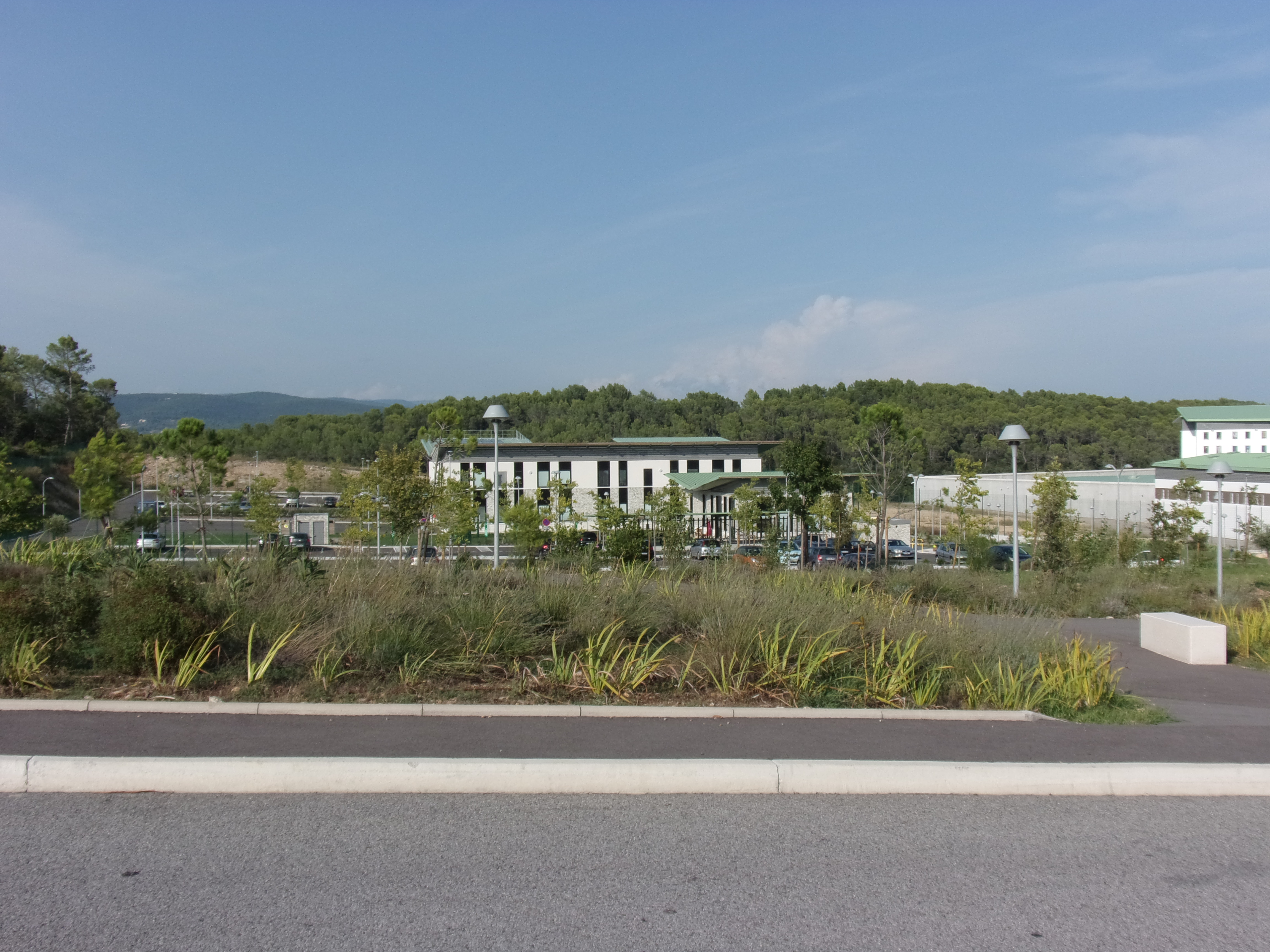
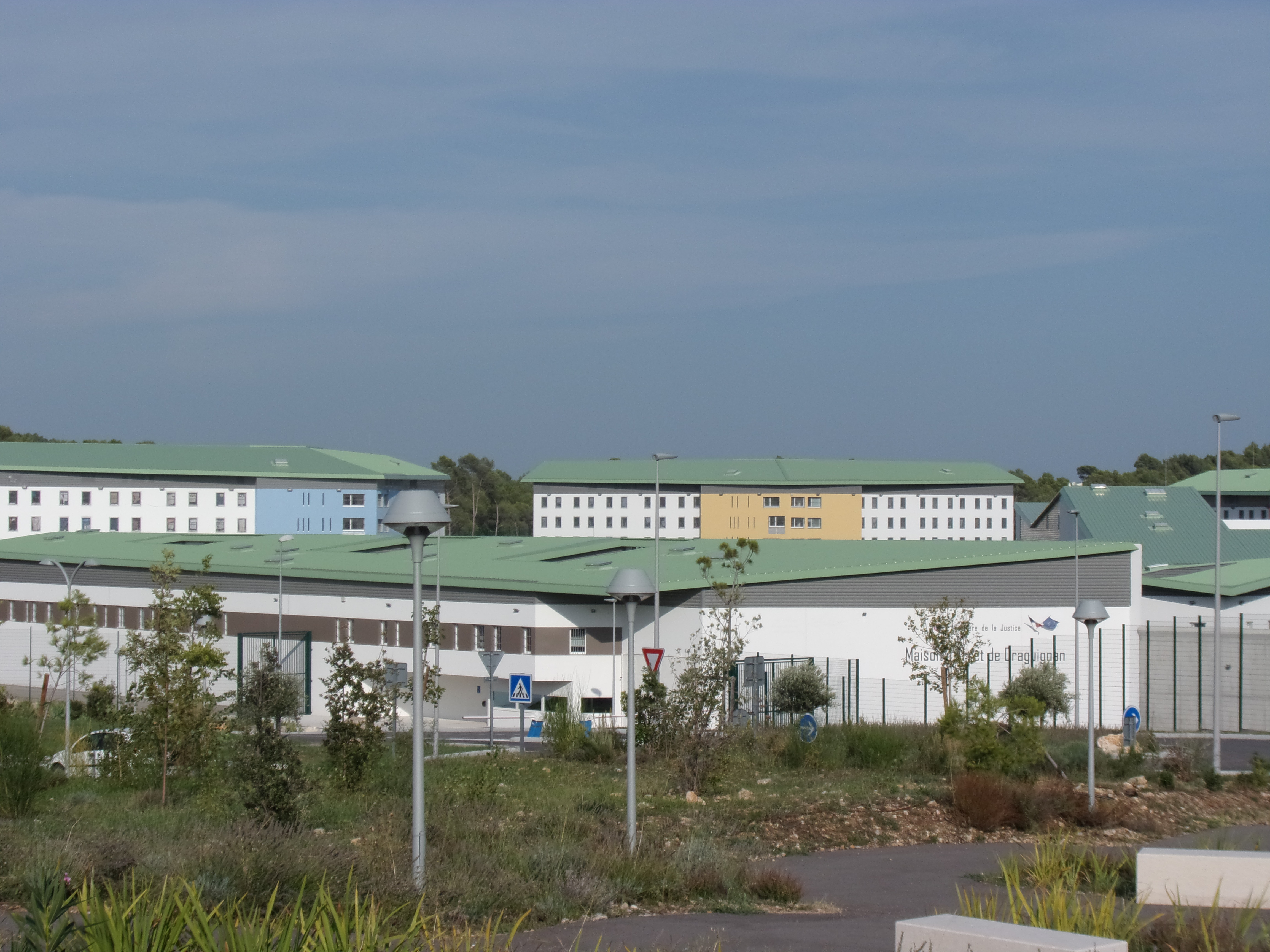